# فهرست واکنش‌های معدنی
در فهرست زیر برخی واکنش‌های معدنی مهم عنوان شده‌است:
- استیل‌دار کردن
- آلکیل‌دار کردن
- تریمریزاسیون آلکین
- Alkyne metathesis
- آمین‌کافت
- Amination
- Arylation
- Aufbau reaction
- واکنش باربیه
- Beta-hydride elimination
- کاهش بیرچ
- پیریدین
- هالوژن‌دار کردن
- Buchwald–Hartwig coupling
- جفت‌شدن کادیو–چادکیویچ
- تکلیس
- Carbometalation
- Carbothermal reduction
- Carbonation
- کربونیلاسیون
- Cassar reaction
- جفت‌شدن کاسترو–استفنز
- کاهش کلمنسن
- Chain walking
- بورونیک اسید
- هالوژن‌دار کردن
- Clusterification
- آمیخت ناهمگن
- C–C coupling
- فعال‌سازی پیوند کربن-هیدروژن
- سیانودار کردن
- Cyclometalation
- Decarbonylation
- Decarboxylation
- دهیدراسیون
- هالوژن‌زدایی
- هیدروژن‌زدایی
- هیدروهالوژن‌زدایی
- پروتون‌زدایی
- Desilylation
- Diastereomerisation
- Dimerisation
- تسهیم نامتناسب
- واکنش ولف–داتز
- کلرید جیوه (I)
- Electromerism
- Electron transfer (inner sphere and outer sphere)
- واکنش اتار
- واکنشگر فنتون
- فرایند فیشر–تروپش
- Fisher–Hafner synthesis
- Fisher–Muller reaction
- هالوژن‌دار کردن
- Formylation
- Fowler process
- جفت‌شدن فوکویاما
- Gilman reagent coupling
- جفت‌شدن گلیسر
- واکنش گومبرگ–باخمان
- Haber–Weiss reaction
- Halcon process
- هالوژن‌دار کردن
- Hapticity change
- جفت‌شدن کادیو–چادکیویچ
- واکنش هک
- Heck–Matsuda reaction
- جفت‌شدن هیاما
- ترکیبات آلی جیوه
- Homolysis
- Huisgen cycloaddition
- Hydride reduction
- Hydroamination
- آب تبلور
- Hydroboration
- Hydrocarboxylation
- Hydrocyanation
- هیدرودسولفوریزاسیون
- Hydroformylation
- هیدروژنه کردن
- هیدروهالوژن‌دار کردن
- آبکافت
- Hydrometalation
- Hydrosilylation
- هالوژن‌دار کردن
- همپاری
- اکسایش جونز
- Kulinkovich reaction
- جفت‌شدن کومادا
- اکسایش لومیو–جانسون
- تتراپروپیل‌آمونیوم پروتنات
- Ligand association
- Ligand dissociation
- Ligand substitution
- ایزومری اتصالization
- کاهش لوچه
- واکنش مک‌موری
- کاهش میروین–پوندورف–ورلی
- Mercuration
- متیل‌دار کردن
- Migratory insertion
- جفت‌شدن نگیشی
- Nicholas reaction
- Nitrosylation
- هیدروژنه‌کردن نامتقارن نویوری
- Olefin isomerization
- Olefin metathesis
- Olefin oxidation
- آلکن
- اکسایش اوپناور
- اکسایش-کاهش
- اکسایش افزایشی
- Oxidative decarbonylation
- Oxygenation
- واکنش اکسی‌جیوه‌دار کردن
- واکنش پاوسون–خاند
- Photodissociation
- Pseudorotation
- پروتون‌دهی
- Protonolysis
- Proton-coupled electron transfer
- راسمیک شدن
- اکسایش-کاهش (see list of عامل اکسنده and عامل کاهنده)
- اکسایش-کاهش
- اکسایش افزایشی
- Reppe synthesis
- Riley oxidation
- Ring whizzing
- واکنش جانشینی دوگانه
- اکسایش سارت
- اپوکسی‌شدن شارپلس
- Shell higher olefin process
- Silylation
- Simmons–Smith reaction
- جفت‌شدن سونوگاشیرا
- واکنش اشتودینگر
- واکنش استیل
- Sulfidation
- واکنش سوزوکی
- انتقال فلز
- واکنش اولمان
- Upjohn dihydroxylation
- تریمریزاسیون آلکین
- فرایند واکر
- واکنش تغییر آب-گاز
- فتوسنتز مصنوعی
- واکنش ورتز
- کاتالیزگر زیگلر-ناتا